# Gjore Jovanovski
Gjorgje „Gjore“ Jovanovski (mazedonisch Ѓорѓе Јовановски, anderen Schreibweisen: Đorge Jovanovski, Đorđe Jovanovski, Georgi Jovanovski, Djordje Jovanovski; * 22. März 1956 in Skopje, damals SFR Jugoslawien, heute Nordmazedonien) ist ein ehemaliger nordmazedonischer Fußballspieler und aktueller -trainer.

## Trainerkarriere
Nach dem Ende seiner aktiven Laufbahn arbeitete Jovanovski ab 1998 als Fußballtrainer. Zunächst übernahm er seinen früheren Klub Vardar Skopje als Cheftrainer. Er führte die Mannschaft in der Saison 1998/99 in den UEFA-Pokal. Anschließend verpflichtete ihn der amtierende Meister FK Sloga Jugomagnat Skopje. Er konnte mit dem Klub in den Jahren 2000 und 2001 die Meisterschaft gewinnen. Im Mai 2001 wurde er als Nachfolger von Dragi Kanatlarovski mazedonischer Nationaltrainer. In der Qualifikation zur Weltmeisterschaft 2002 führte er das Nationalteam zu drei Unentschieden und zwei Niederlagen. Anfang 2002 verließ er den Verband und übernahm im März 2002 Samsunspor. Nach wenigen Monaten wurde er dort wieder entlassen. Von 2003 bis 2007 betreute er Rabotnički Skopje, den er zweimal zur Meisterschaft führte. Im Oktober 2007 übernahm er Aufsteiger FK Milano Kumanovo, mit dem er am Ende der Saison 2007/08 die Vizemeisterschaft erreichen konnte. Im Herbst 2008 verpflichte ihn Aufsteiger FK Metalurg Skopje, mit dem er den Klassenverbleib erreichte.
Seit 17. August 2010 trainierte er den bulgarischen ZSKA Sofia, wo er nach einer 0:2 Europa League Heimniederlage gegen Rapid Wien nach etwas mehr als zwei Monaten wieder entlassen wurde. Am 14. Juni 2011 wurde er zum Cheftrainer der Nationalmannschaft von Bangladesch berufen, jedoch bereits wenige Tage später am 23. Juni 2011 wieder entlassen. Grund war seine mit Sicherheitsbedenken begründete Weigerung, am 20. Juni zu einer Begegnung seines Teams nach Pakistan zu reisen. Im November 2011 übernahm Jovanovski erneut Rabotnički Skopje, wurde nach zwei Monaten jedoch wieder entlassen. Von August bis November 2013 war er Cheftrainer des KF Shkëndija.

## Erfolge als Trainer
- Mazedonischer Meister: 2000, 2001, 2004, 2005